# Гаджапатське царство
Гаджапатське царство (1434 —1541 роки) — середньовічна держава в Індії зі столицею в Куттаку, яка утворилася після занепаду династії Східних Гангів. Протягом свого існування вело боротьбу з Бахманідським, Бенгальським і Голкондським султанатами, династіями Редді, Віджаянагарською імперією. Внаслідок внутрішніх причин значно послабло. Останніх володарів було повалено династією Бхої.

## Історія
Про предків засновника династії замало відомостей. Ймовірно походив зі знатної військової родини. За правління магараджи Бхану Деви IV з династії Східних Гангів, Капілендра Дева зумів у 1434 році захопити владу, заснувавши власну династію та державу. Назва держави перекладається як цар з військом слонів, що підкреслювала міць та велич. Часто називається як Гаджапаті.
В значній мірі вона наслідувала традиції Східних Гангів. Водночас вимушений був протидіяти султанату Бахмані та султанам Бенгалії (з династією Раджа Ганеша). Протягом 1430-х років гаджапатські війська відбили усі спроби знищити нову державу. У 1440-х роках тривалі війни з династією Редді (правила в сучасному Ассамі), Бенгалії та Віджанагягару, які завершилися успіхом. В результаті до Гаджапатського царство приєднано прибережні райони до гирла річки Ганг. У 1458 році було переможено Бахмані й захоплено область Телангани, у 1460 року — завдано поразки Віджаянагару, який вимушений був сплачувати данину правителям Гаджапатської держави.
У 1460-х роках тривали запеклі війни з Бахманідським та Джаунпурським султанатами. В результаті володарі Гаджапаті сплюндрували значну частину бахмані, захопивши столицю Бідар. У 1466—1476 роках внаслідок боротьби за владу держава значно послабла. Це дозволи Бахмані та Віджаянагару повернути втрачені землі й втрутитися у справи Гаджапаті. Проте вже з початку 1480-х років махараджахіраджа Пурушоттама Дева зумів відновити втрачені землі та зміцнити потужу царства. В цей період межі держави охоплювали землі від річки Кавері (на півдні) до нижньої течії Гангу (на півночі) — частки сучасних штатів Одіша, Андхра-Прадеш, Телангана, Західна Бенгалія, Джхаркханд, Мадх'я-Прадеш.
На початку 1500-х років починається занепад держави, викликаний нездарістю нових володарів, розгортанням руху бхакті та посиленням зовнішніх ворогів. Протягом 1510—1518 років тривала запела війна з Віджаянагаром, який зрештою завдав нищівної поразки Гаджапаті, а війська ворога досягли столиці Уткалі. Протягом 1520-1530-х років гаджапатські володарі зазнали низки поразок від султанату Голконда — було втрачено землі між річками Крішна та Годаварі. У 1541 році махараджухіраджу Какаруа Дева було повалено військовиком Говіндою Відьядхарою, який став засновником династію Бхої.

## Державний устрій
На чолі стояв махараджахіраджа (на кшталт імператора). Значний вплив мала земельна та військова знать, остання наприкінці XV ст. особливо посилилася. Правитель наділяв військових земельними наділами. Водночас уся територія була поділена на провінції. також значними земельними власниками були вайшнаїстські та шайваїстські храми. Привілейований статус мали жерці. На нижчих щаблях розташовувалися селяни.
Основу царства становила старовинна область Калінга (теперішній штат Одіша).

## Економіка
Основною галуззю було землеробство, яке обслуговувалося ремісництвом. Значний прибуток приносили численні копальні з коштовним камінням. Приділялася увага розвитку торгівлі, яка переважно проходила суходолом. Морського торговельного флоту не існувало, за винятком приватних невеличких суден.

## Культура
В релігії правителі виступали прихильниками вайшнавізму, патронували храм Джаганнатха в Пурі. Надавалася значна підтримка вивченню та розвитку ведичної літератури. Водночас зводилися шайваїстські та інші індуїстські храми, на який значні кошти виділялися з царської скарбниці.
Усі папери та накази, листування складалися мовою орія, а літературні твори в перші роки зазвичай санскритом. в подальшому все більшу роль здобула орія. Відоме численними поетами та письменниками, серед яких були навіть правителі Гаджапаті. Так перший махараджахіраджа Капілендра Дева був автором п'єси на мові санскрит «Паршурам Біджая», ще більш значний поетичний доробок мав Пурушоттама Дева. Відомим поетом був Сарала Дас. що складав твори переважно орією.

## Правителі
- Капілендра Дева (1434–67)
- Пурушоттама Дева (1467–97)
- Пратапарудра Дева (1497—1540)
- Калуа Дева (1540–41)
- Какаруа Дева (1541)